# Buceo

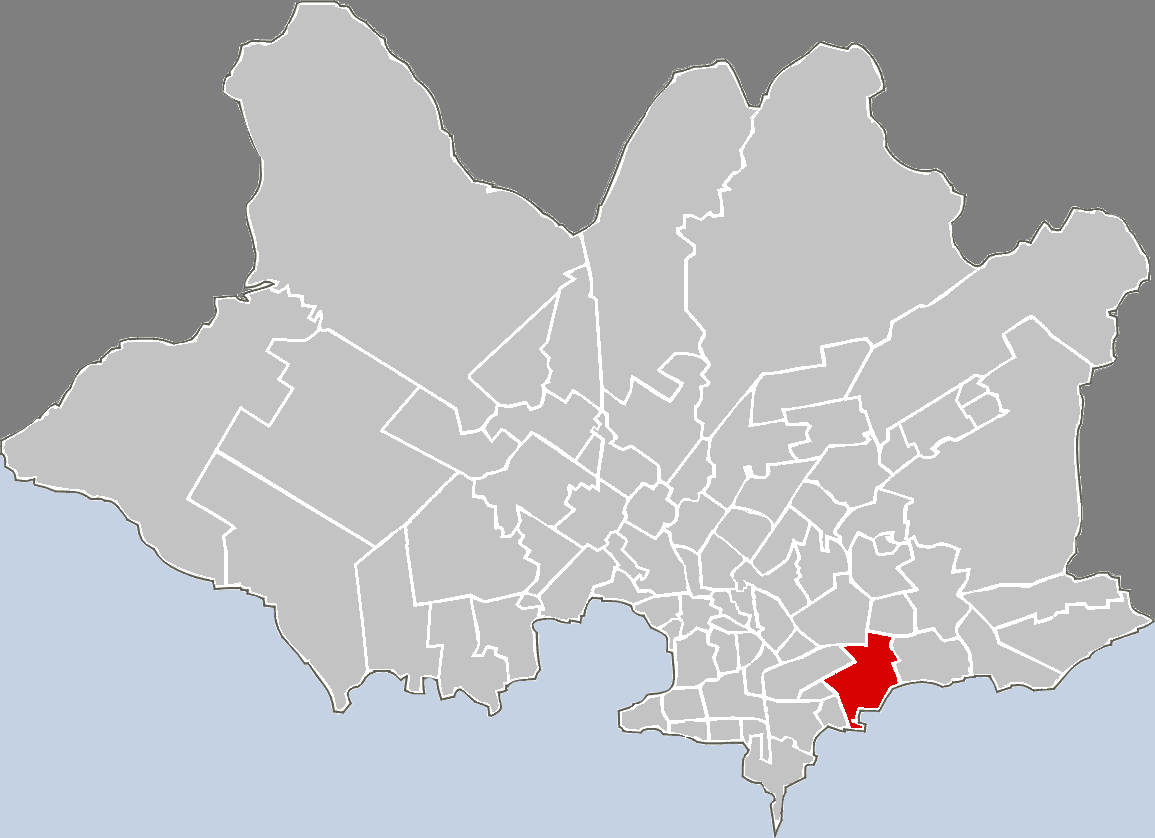
Lage von Buceo in Montevideo

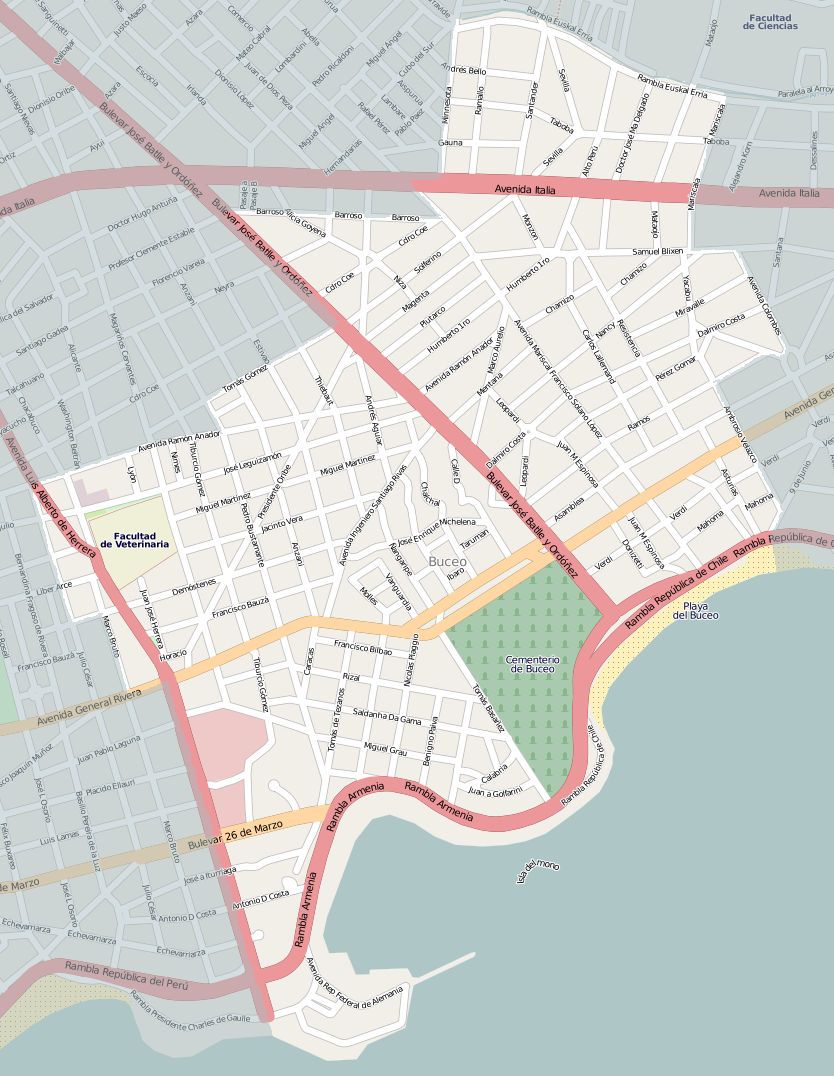
Plan von Buceo

Buceo ist ein Stadtviertel (barrio) der uruguayischen Hauptstadt Montevideo.

## Einwohner
Derzeit sind hier 38.033 Einwohner zu verzeichnen.(Stand: 2005)

## Lage
Es befindet sich im Südosten der Stadt an der Küste des Río de la Plata. Westlich grenzt Buceo an die Stadtteile Pocitos und Parque Batlle–Villa Dolores, im Norden liegen Unión und Malvín Norte, während im Osten Malvín das Stadtgebiet fortführt.
Begrenzt wird das Viertel im Westen durch die Avenida Luis Alberto de Herrera, die Calle Marco Bruto, einen kleinen Abschnitt der Avenida General Fructuoso Rivera und der Calle Demostenes sowie der Julio Cesar. Im Norden führt die Avenida Italia durch das Viertel. Die Abgrenzung zu den Nachbarbarrios erfolgt hier unter anderem durch die Rambla Euskalerria, die Calle Barroso und die Minnesota. Im Süden an der Río de la Plata-Küste des Stadtviertels liegen sowohl die kleine Bucht des Hafens von Buceo nahe Pocitos, als auch der weitläufige Strand. Hier führt die neben der Avenida Rivera wichtigste Verkehrsader des Viertels, die Rambla Republica Armenia vorbei. Das Gebiet Buceos ist dem Municipios CH und E zugeordnet.

## Beschreibung und Infrastruktur
In Buceo ist das Museo Zoológico Dámaso Antonio Larrañaga und das Museo Oceanográfico beheimatet. Ferner befinden sich hier das Edificio Panamericano, die Torres Naúticas, die Plaza Armenia, das Liceo Francés Jules Supervielle, die Aduana de Oribe, das World Trade Center Montevideo nebst der angrenzenden Shopping-Mall Montevideo Shopping Center und die Veterinärmedizinische Fakultät der Universidad de la República. Auch das Instituto de Neurolingüística y Coaching Esencial ist hier angesiedelt. Zwischen dem Ufer des Río de la Plata und der Avenida General Fructuoso Rivera nimmt, westlich seitlich begrenzt durch die Calle Tomas Basanez, der Cementerio del Buceo seinen Platz ein.
Im Hafen von Buceo (Puerto Buceo) ist der Yacht Club Uruguayo im dortigen das Erscheinungsbild prägenden achtgeschossigen Bauwerk angesiedelt. Das Gebiet des Yachthafens wird auch als Tauchhafen bezeichnet. Dies rührt daher, dass dort einst ein goldbeladenes Schiff sank und er somit seither einen Anziehungspunkt für schatzsuchende Taucher bildet.

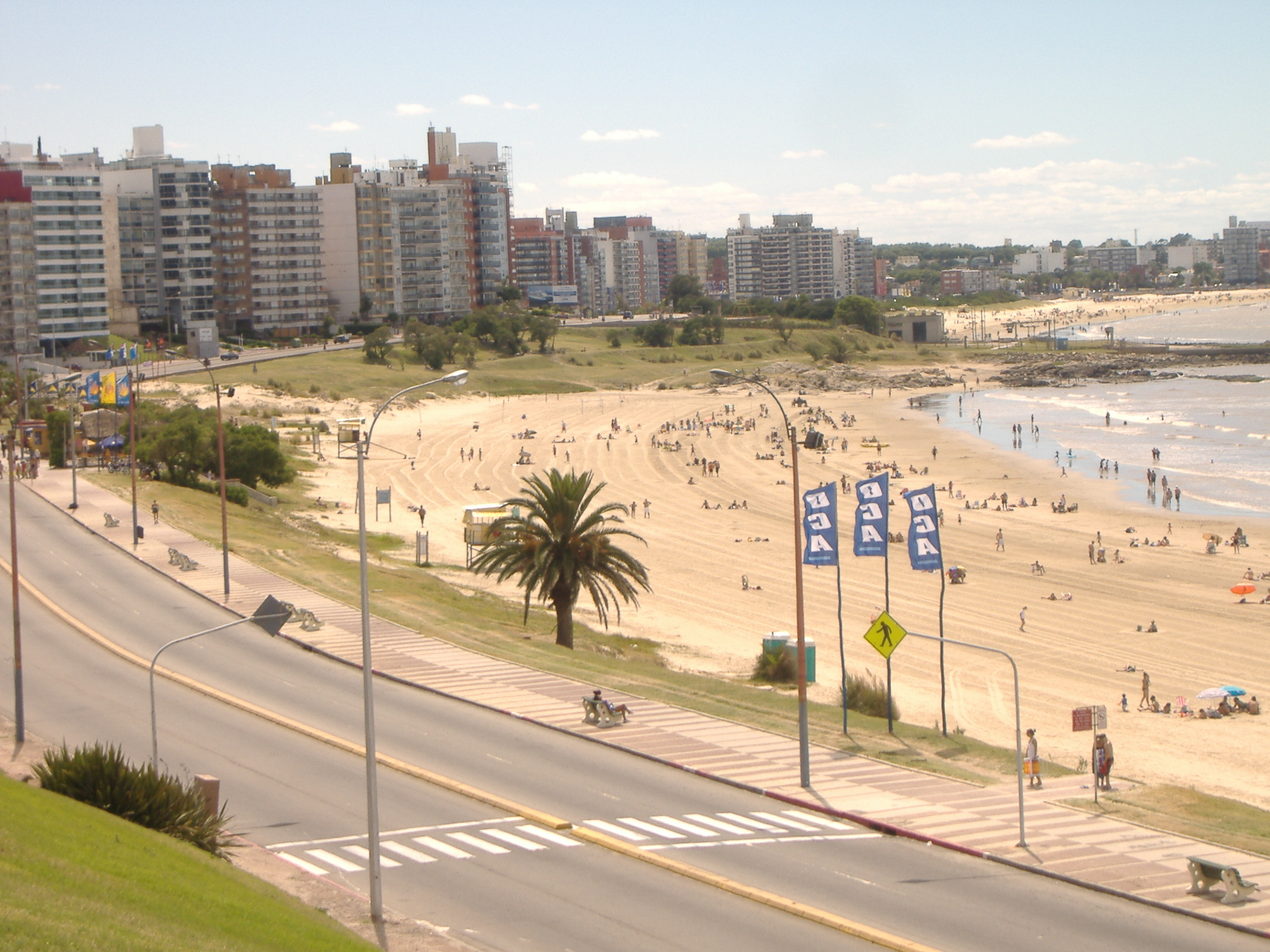
Blick auf den Strand von Buceo
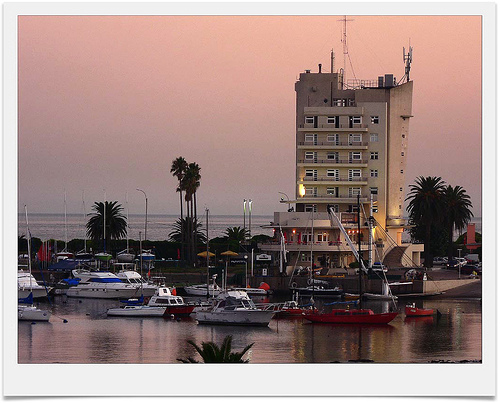
Hafen von Buceo
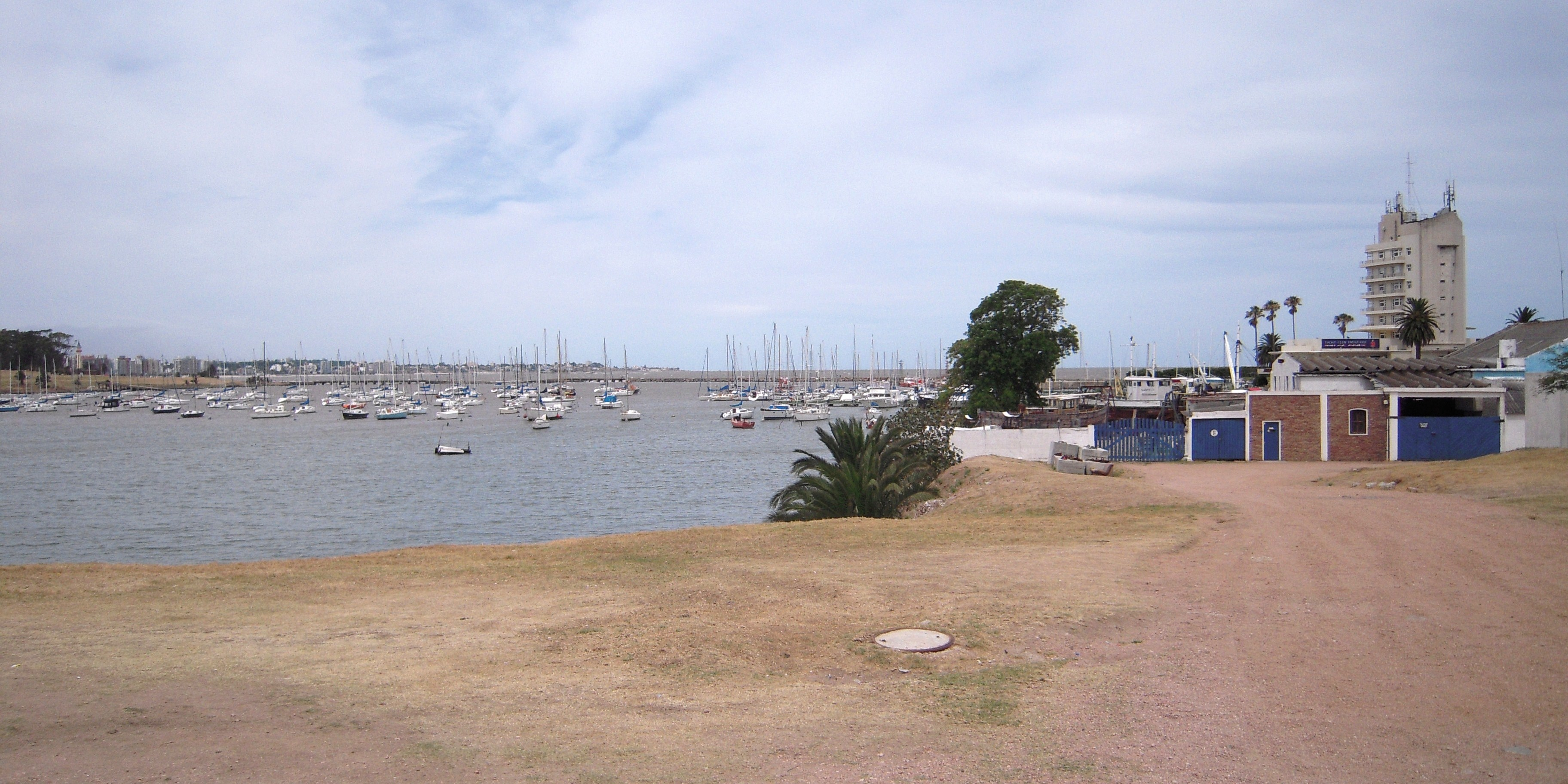
Hafen von Buceo mit dem rechts gelegenen Yacht-Club
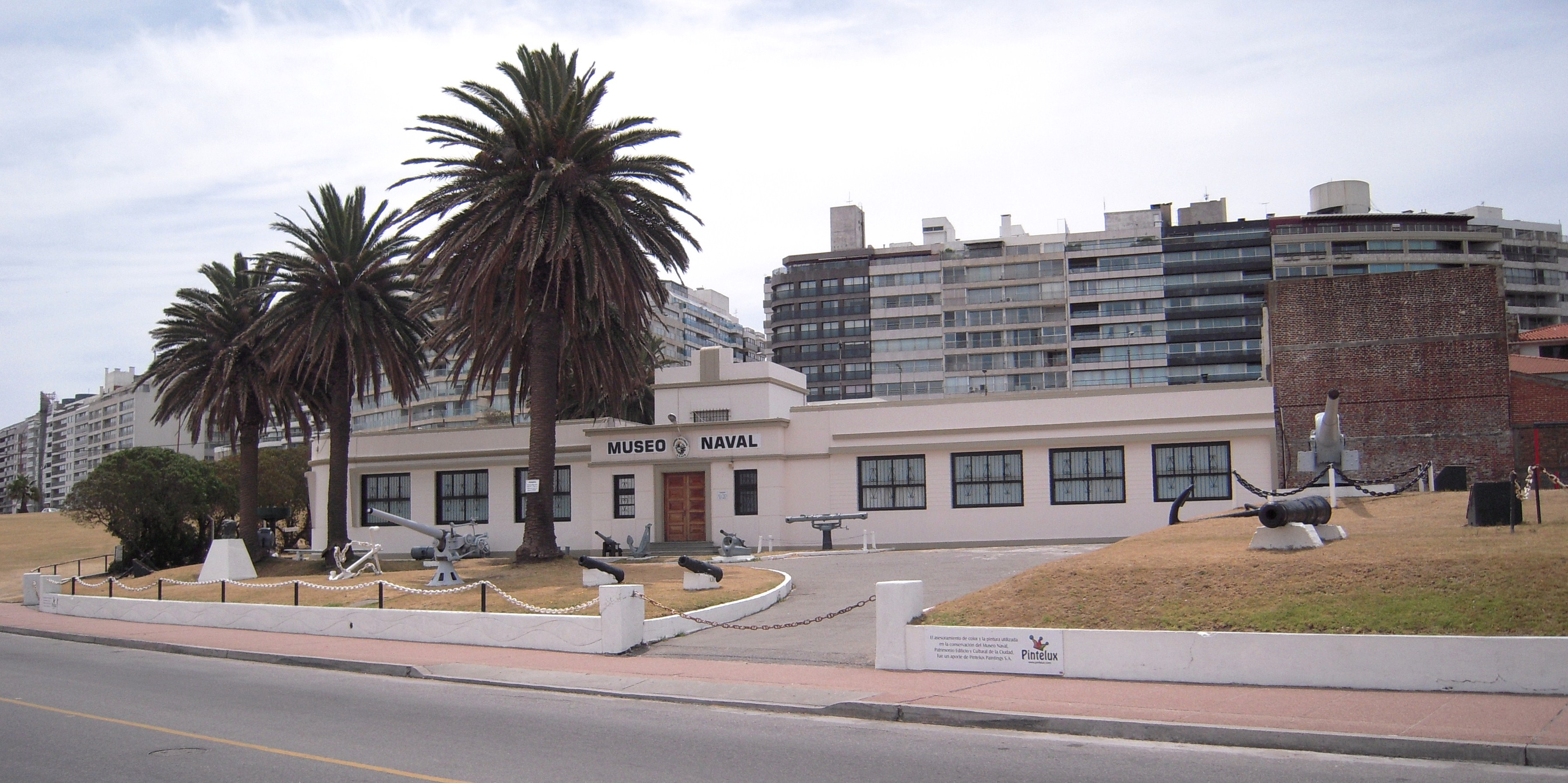
Museo Naval
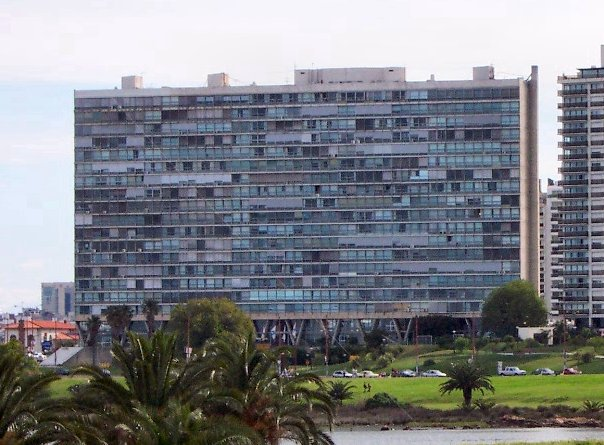
Edificio Panamericano

## Sport
Zudem ist hier der Verein Huracán Buceo beheimatet.